# Cathedra (zetel)

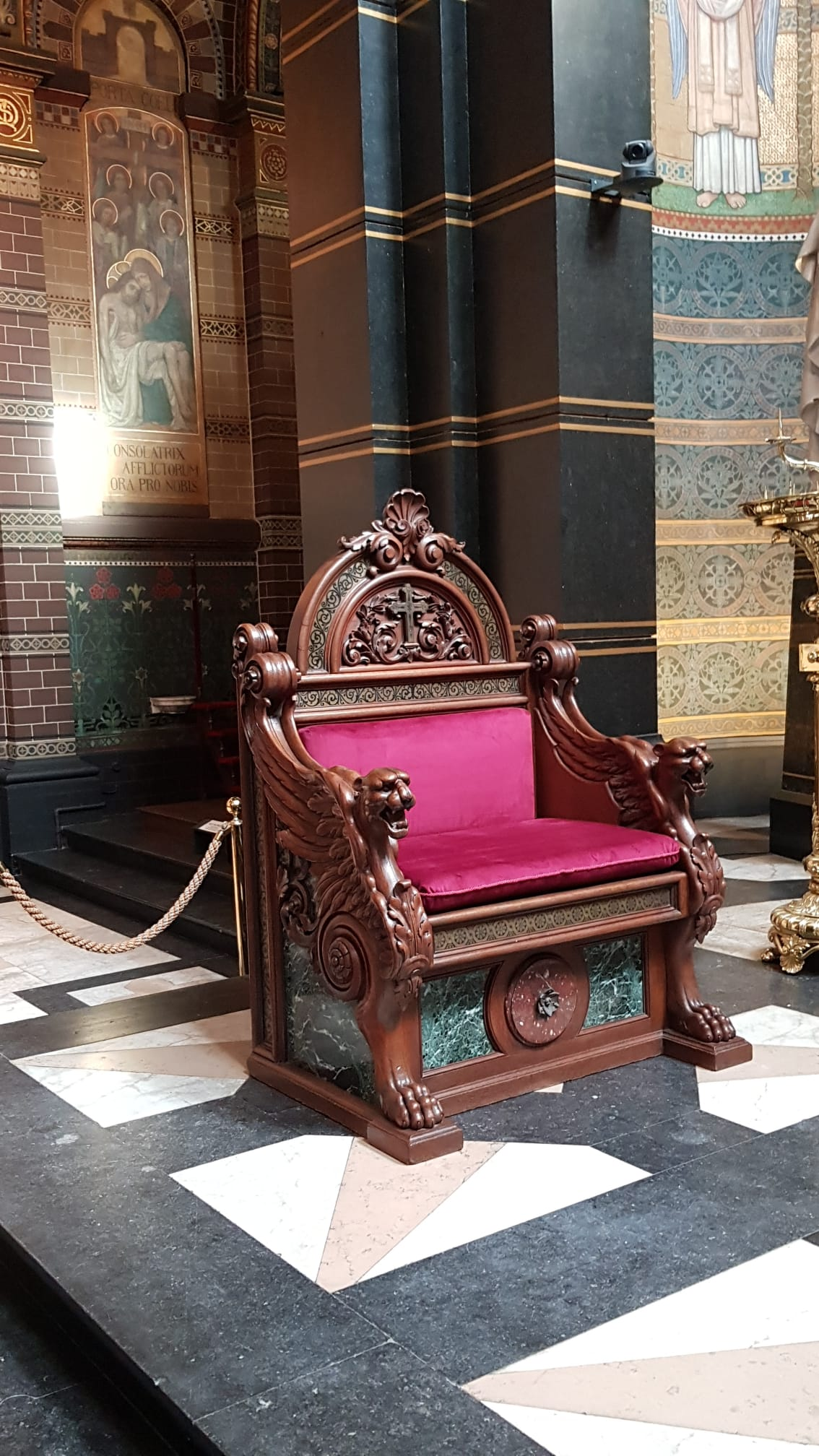
"Zetel met de griffioenen", Co-kathedrale basiliek van de Heilige Nicolaas, Amsterdam

Een cathedra is in de Rooms-Katholieke Kerk de feitelijke zetel (stoel) van de bisschop in een kathedraal. De cathedra staat in het koor aan de evangeliezijde (links van het altaar, wat doorgaans de noordkant van de kerk is). Met het begrip bisschopszetel wordt meestal een bestuurlijke eenheid (bisdom) binnen de katholieke kerk aangeduid, of de plaats waar een bisschop zijn residentie heeft, dus een zetel in overdrachtelijke zin.

## Etymologie
Het woord is afgeleid van het Latijnse woord cathedra, dat zetel betekent. Dit is een transcriptie van het Oudgriekse καθέδρα (kathedra) met dezelfde betekenis. Een afleiding hiervan is dan de kathedrale of bisschopskerk (een kerk met een bisschopsstoel). Het woord katheder heeft dezelfde oorsprong.

## Afbeeldingen

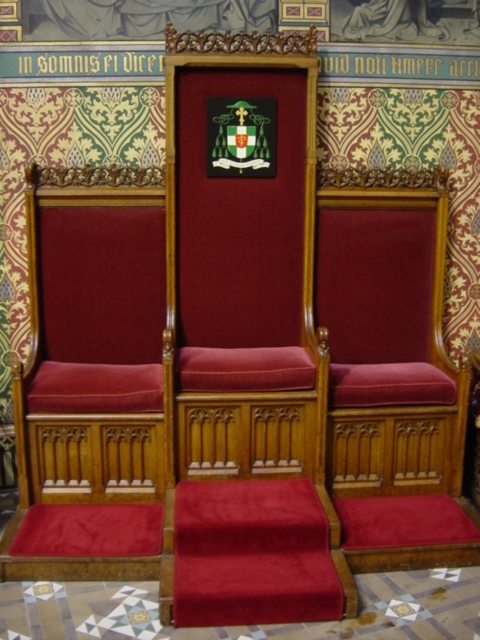
Sint-Jozefkathedraal, Groningen
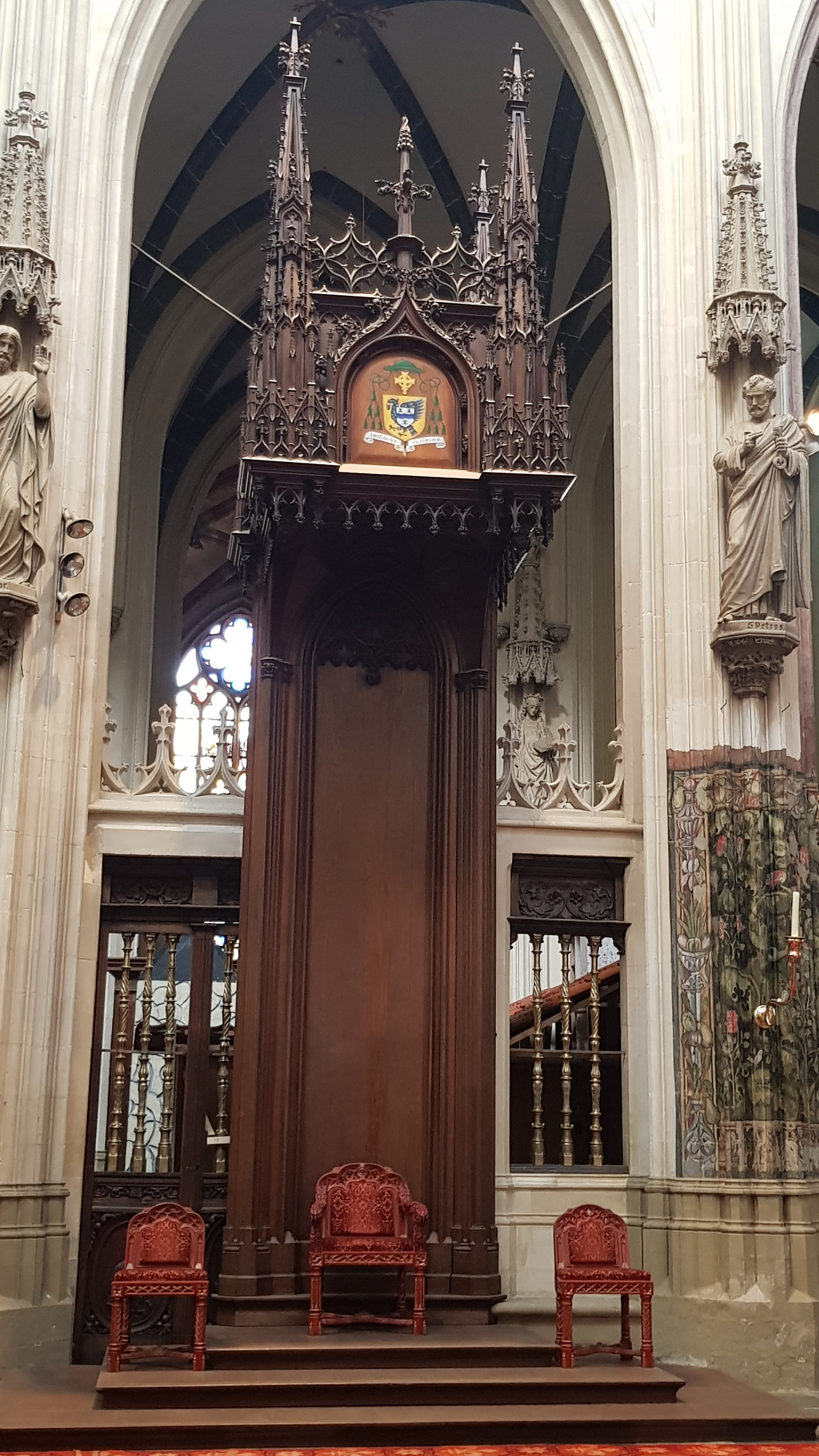
Sint-Janskathedraal, 's-Hertogenbosch
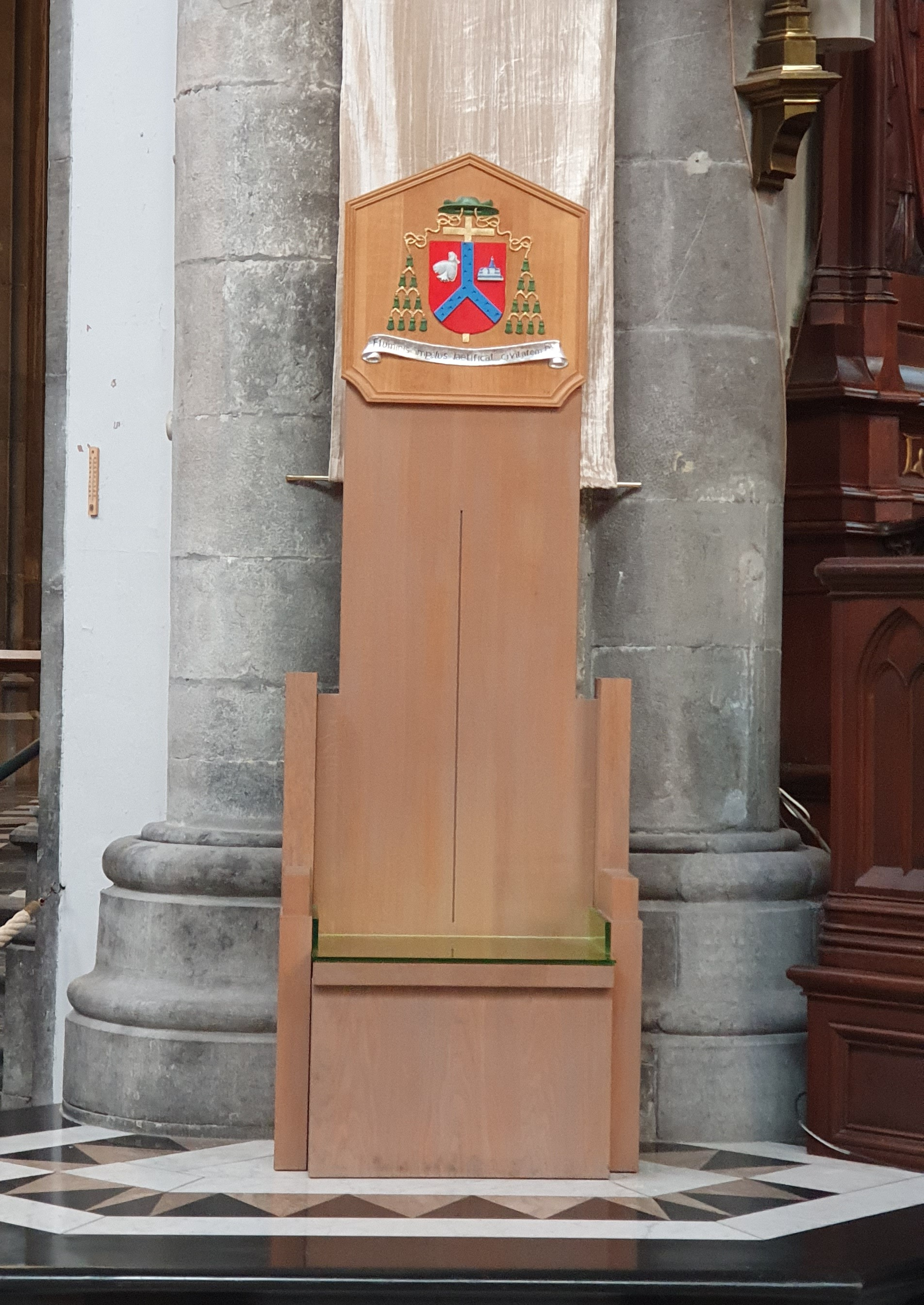
Sint-Pauluskathedraal, Luik
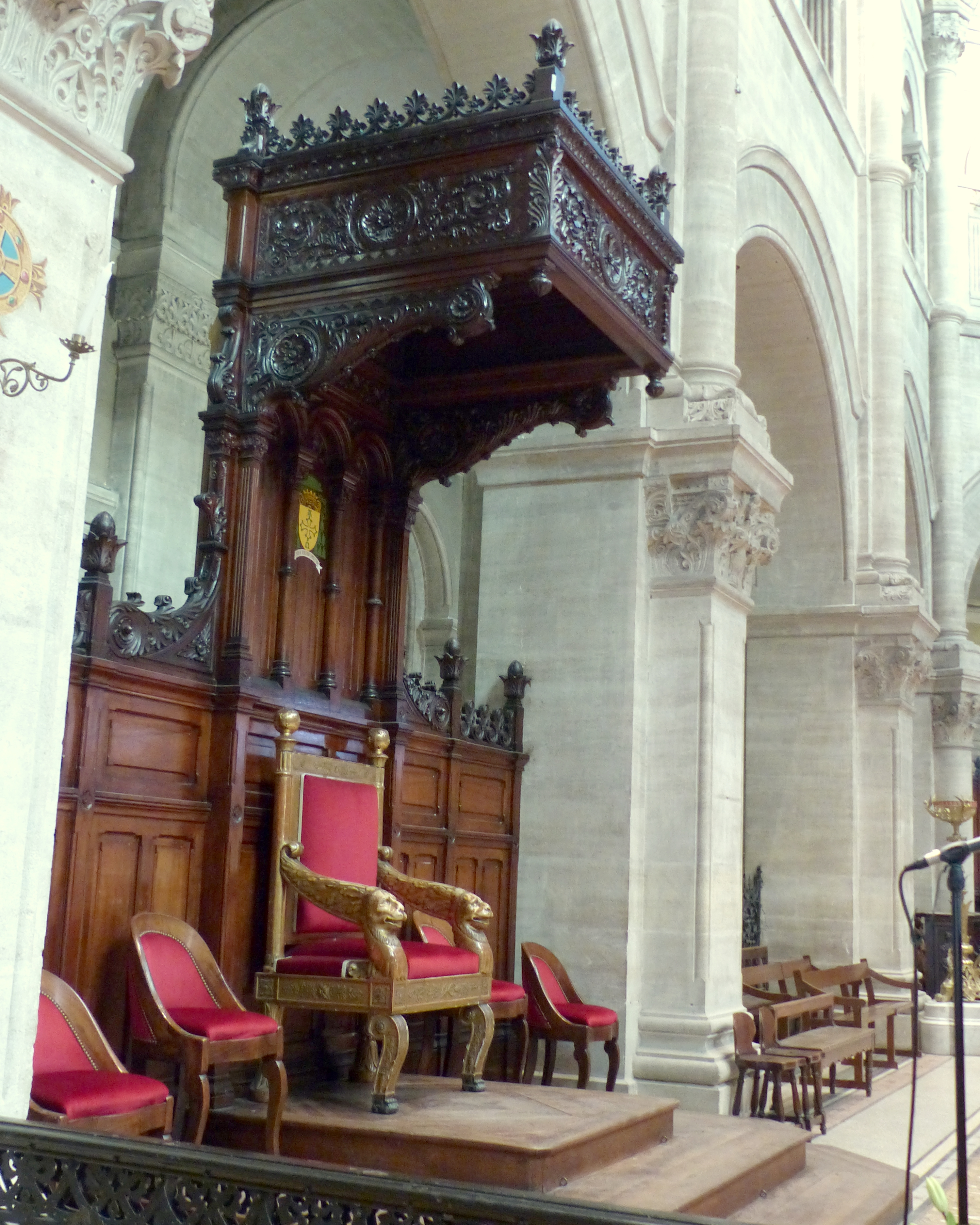
Kathedraal van Nîmes, Frankrijk
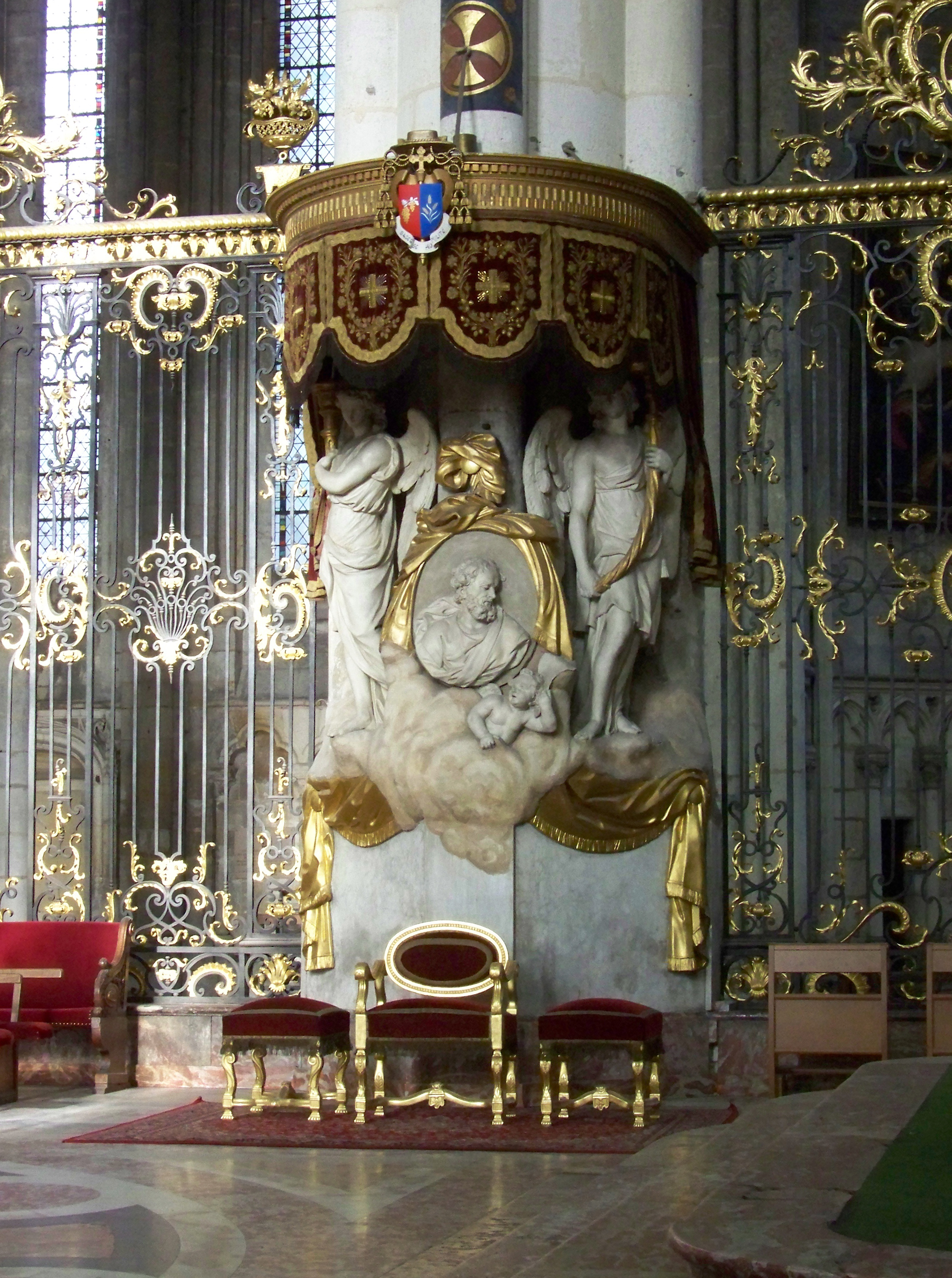
Notre-Dame van Amiens, Frankrijk
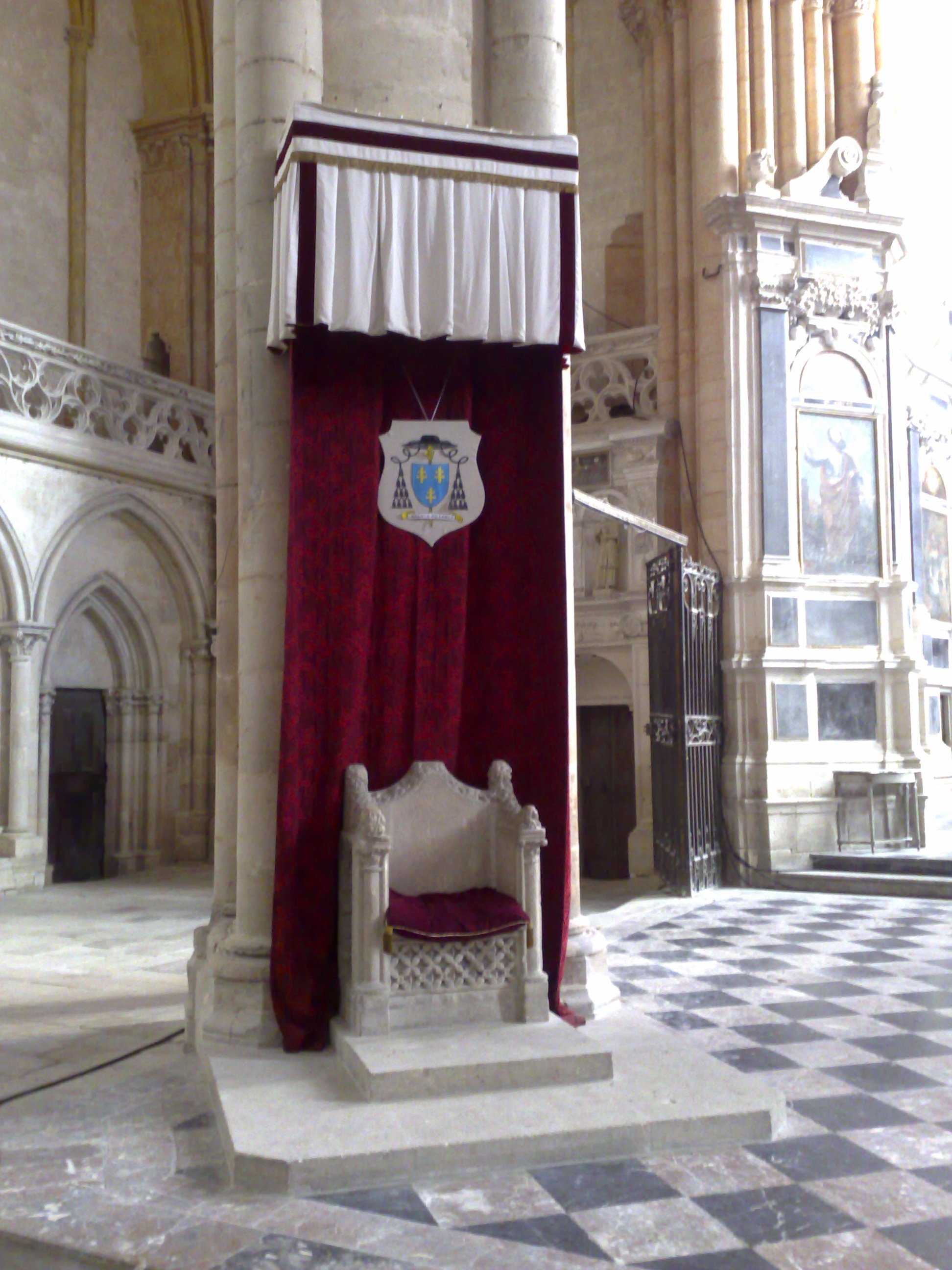
Kathedraal van Toul, Frankrijk
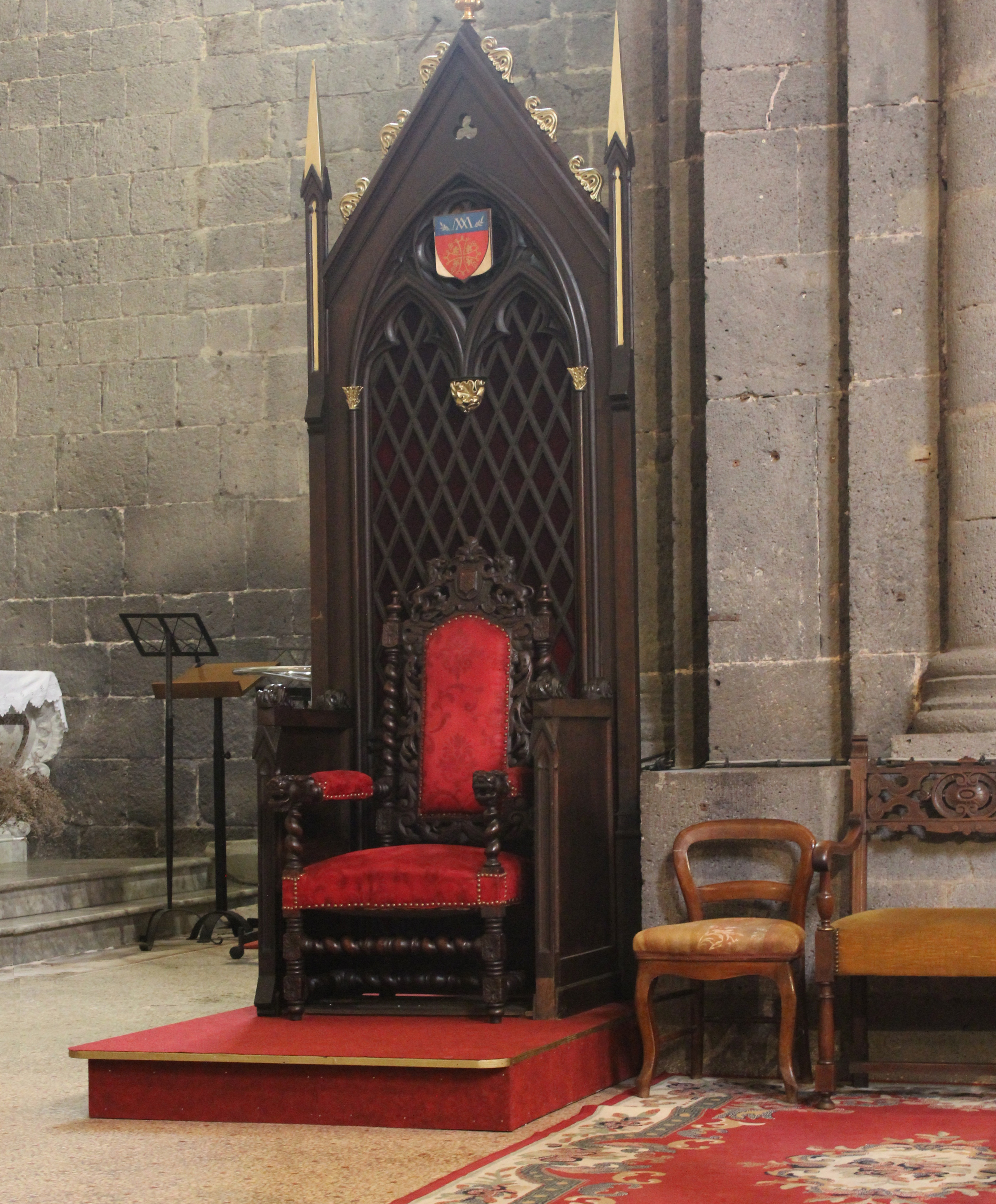
Agde, Frankrijk
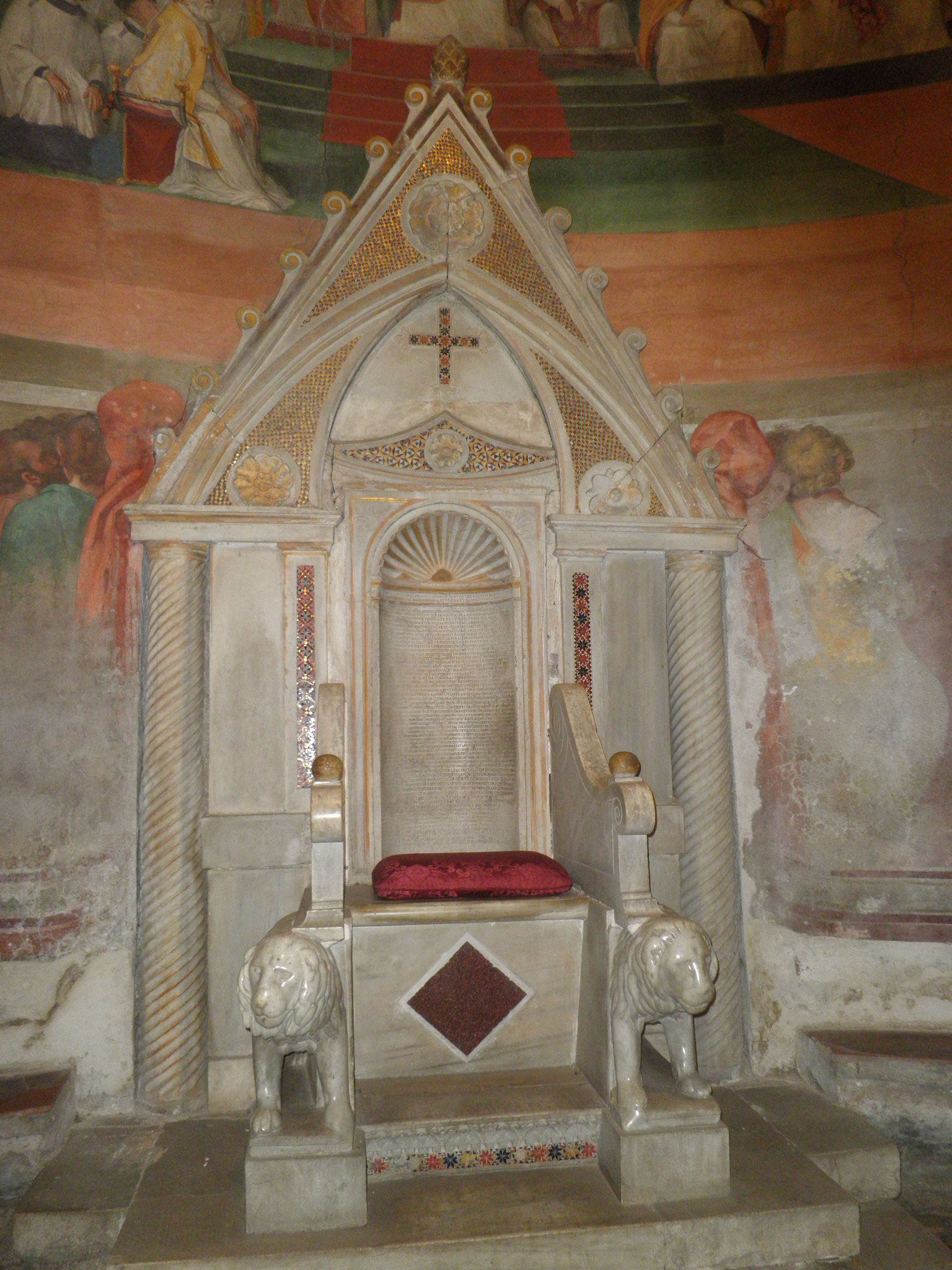
Rome, Italië
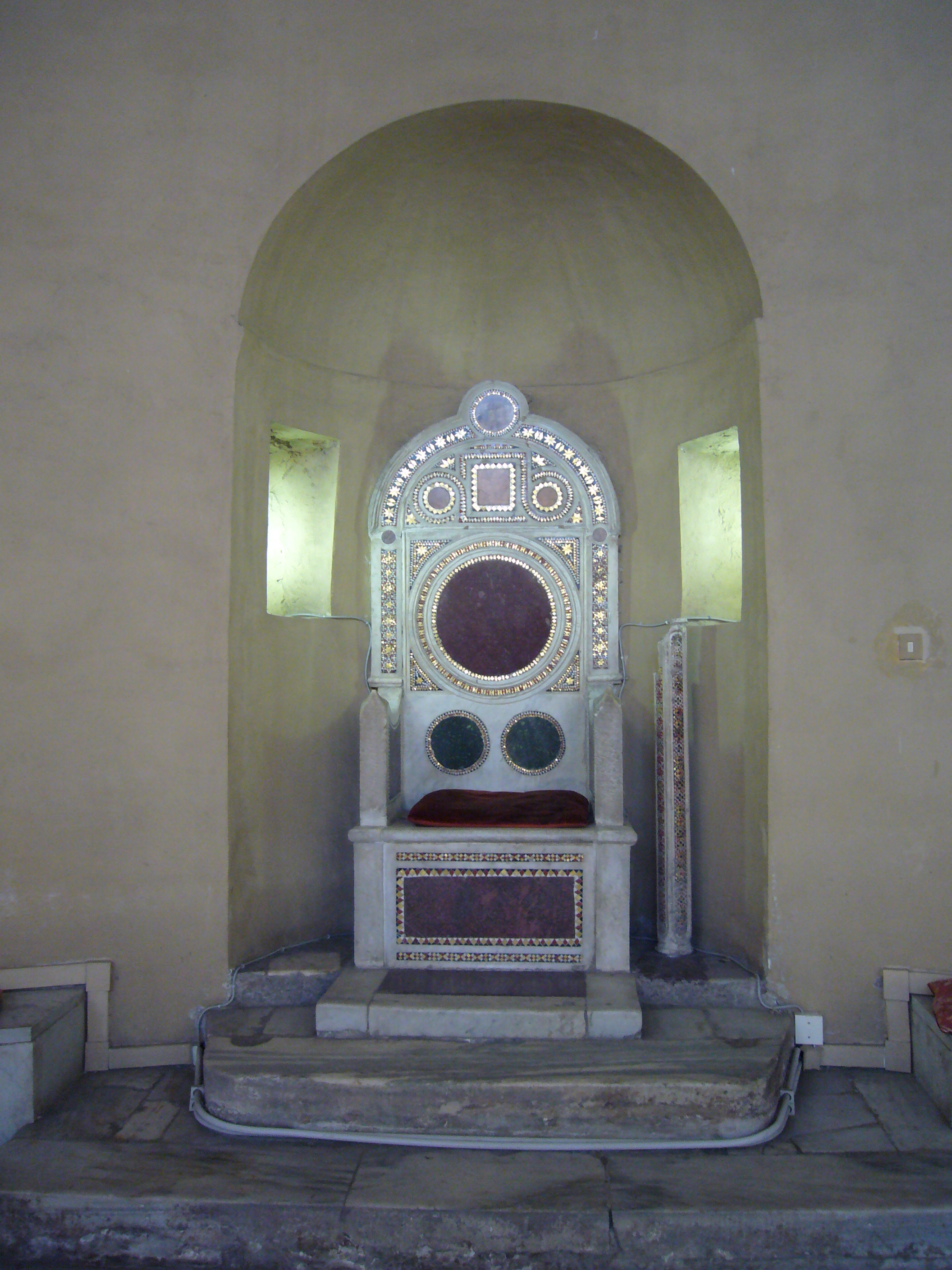
Rome, Italië
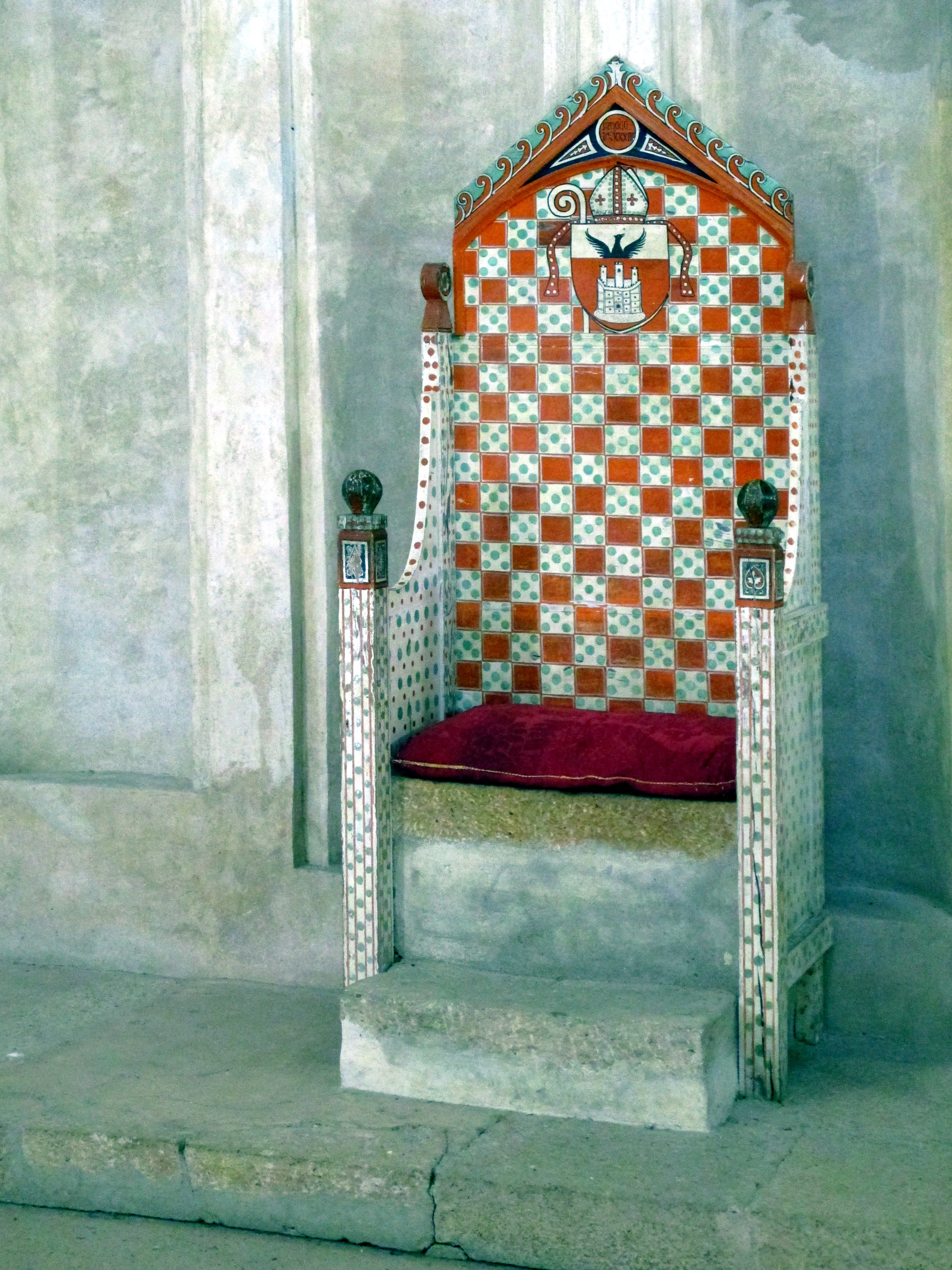
Noli, Italië